# アニタ・チャン
陳穎妍（アニタ・チャン、Anita Chan、1978年4月14日 -）は、香港生まれの女優である。
TVB、スターJ&スナッズ・エンターテインメント・グループ所属。

## 人物・経歴
1999年度のミス香港にエントリーし、入賞こそしなかったものの、それがきっかけで嘉音唱片公司(zh、Golden Pony、現：台湾豊華唱片香港分公司)と契約。
しかし、CDを一枚も出すこと無く、会社が倒産。TVBへ移籍。移籍後は、俳優として活動し、2002年にシングル「異国夜行」を出したものの、2011年現在それ以降発売されていない。
レモンという犬を飼っている。
2006年8月、地元香港メディアは、当時周慧敏と付き合っていた倪震と付き合っていると報道された。また、陳穎妍は倪震が確かに自分に対してモーションをかけたとこれを認めたと報じた。

## 出演作品

### 司会
- 1999年 - 2001年：『翡翠音楽幹線』

### テレビドラマ
- 情牽百子櫃（2002年、TVB） - Ann 役
- 情事緝私当案（2002年、TVB） - 陳慧 役
- 繾綣仙凡間（2003年、TVB） - 伊蘭 役
- 黒夜彩虹（2003年、TVB） - 楽秀雲 役
- 棟篤神探（2004年、TVB） - 高楓 役
- 御用閑人（2005年、TVB） - 相思 役
- 高朋満座（2006年、TVB） - 張恵芝 役
- 蓋世孖宝／肝胆崑崙（2006年、TVB） - 貞娘 役
- 法證先鋒（2006年、TVB） - Vivian 役
- 匯通天下（2006年、TVB） - 慧太妃 役
- 突囲行動（2007年、TVB） - Rita 役
- 縁来自有機（2007年、TVB） - 蘇碧珊 役
- 爸爸閉翳（2007年、TVB） - 何小蓮(Ivy) 役

### 映画
- 信不信有你（1999年）
- スイート・ムーンライト（1999年）
- 陰陽路十三（2002年）
- 陰陽路十四（2002年）
- 陰陽路十五之客似雲来（2002年）
- 陰陽路十六之監房有鬼（2002年）
- 陰陽路十七之鬼上身（2003年）
- 陰陽路十八之我対眼見到鬼（2003年）
- 嫉忌（2003年）
- 江湖篇之金牌之手（2003年）
- 嫉火線（2004年）
- 色戒天使（2004年）
- 星夢情真（2005年）
- 人生中転站/九品天神救錯人（2005年）

### 歌曲
- 「異国夜行」（2002年）

### その他
- 1999年度ミス香港コンテスト（エントリー・ナンバー 8号）

## ソース
1. ↑  陳颖妍『2021年43歳』の齢
2. ↑  周慧敏17年感情出问题倪震追陈颖妍 | 新华网